# Philip Gossett
Philip Gossett, född 27 september 1941 i New York, död 13 juni 2017 i Chicago, var en amerikansk musikolog och före detta professor vid University of Chicago.
Hans forskning har huvudsakligen rört opera under 1800-talet och han har bland annat publicerat Divas and Scholars: Performing Italian Opera, ett verk som belönades med årets bästa bok om musik 2006 av the American Musicological Society.
Philip Gossett invaldes som utländsk ledamot av Kungliga Musikaliska Akademien 2008.